# Lee Chapel
Lee Chapel – osada w Anglii, w Esseksie. Leży 3 km od miasta Basildon, 18,7 km od miasta Chelmsford i 37,6 km od Londynu. W 1931 roku civil parish liczyła 882 mieszkańców.